# テレサ・テン物語〜私の家は山の向こう
『スペシャルドラマ テレサ・テン物語〜 私の家は山の向こう』（スペシャルドラマ テレサ・テンものがたり わたしのうちはやまのむこう）は、2007年6月2日（土）の21:00〜23:21（JST）に、テレビ朝日系列で放送されたテレビドラマスペシャル。歌手テレサ・テンの一生を基にしている。

## 概要
有田芳生によるテレサの伝記を原作としたテレビドラマで、テレサの出身地である台湾の緯來日本台 (Videoland Japan) においても、日本放送同日の 22:00 （現地時間） より特別ドラマとして放送された（再放送 （現地時間） 2007年6月9日 22:00, 翌10日 18:00）。
主演の木村佳乃は、かねてより実在の人物を演じることを切望しており本作でのテレサ役でそれが実現することができたという。
視聴率は関東地区で15.6%で同時間帯首位、。また関西地区では、CX『土曜プレミアム・人志松本のすべらない話 ザ・ゴールデン』に次ぐ2位を記録した。
有田がテレサ役に小雪を起用したいとの意向から折衝するも、難色を示し辞退していたとの報道が一部の日本や台湾のメディアなどで伝えられたことに対して、有田は自身のブログで「20人以上の女優と交渉する過程でスケジュール的な問題やテレサを演じる重責などによる辞退があり、小雪はその中の1人に過ぎなかったが、あたかも決定後に辞退したかのような噂に変化していった」と、この報道を否定している。
本作は元々『土曜ワイド劇場』枠の番組であることから、20時58分から「見どころ」が放送された。スポンサーも同枠の2007年6月当時のスポンサーだったが、『moisteane（モイスティーヌ）』（ホーマーイオン研究所）は外れていた。代わりに木村が当時CMに出演していたJDLがスポンサーとなっている。
放送日を前にして木村が現地テレビ局のプロモーションのため台湾を訪れた際、記者会見にて「テレサが日本へ発つ時点で中正紀念堂が現在の形になっていなかったのでは?」との指摘に対して、木村が中国語で「對不起（申し訳ありません）」と謝罪する一幕もあったが、そのやりとりの状況も含め、台湾メディアは総じて好意的に伝えていた。他にも時代背景と異なるシーンがいくつか登場する。
- 香港のホテルのシーンで五星紅旗（中華人民共和国の国旗） （  ） や香港特別行政区の区旗 （  ） が登場していたが、当時の香港はイギリス領であった。
- 帰郷シーンで登場した台北国際空港（現 台北松山空港）は、1979年に中正国際空港（現 台湾桃園国際空港） が開港してからは国内線専用になっていた。
- テレサが持っていた偽インドネシアのパスポート上で発行日は1997年5月22日と書いてあるが、テレサは1995年に亡くなった。

## 出演者
- テレサ・テン（鄧麗君）：木村佳乃、（少女時代：永井杏）
- 舟木稔（ポリドール→トーラスレコード社長）：高嶋政伸
- ジム・テン（鄧長禧、テレサ・テンの弟）：成宮寛貴
- ステファン・ピエール（テレサ・テンの恋人）：クリス・マーティン
- 阿部聡（レコードディレクター）：西村和彦
- エディ・タム（テレサ・テンの婚約者）：中村俊介
- リン（テレサ・テンのマネージャー）：小林綾子
- グワン記者：吉田智則
- 台湾空港の男：石橋保
- 稲村（ポリドール・レコード）制作本部長：大和田伸也
- 王応龍（台湾国民党の人物）：大杉漣
- エディの祖母：淡路恵子
- スー・グエ（趙素桂、テレサ・テンの母）：高橋惠子
- テン・シュウ（鄧枢、テレサ・テンの父）：古谷一行
- 佐藤プロデューサー：藤原習作
- テレサ・テンの長兄（鄧長安）：松岡史明
- テレサ・テンの次兄（鄧長順）：酒井尊之
- テレサ・テンの3番目の兄（鄧長富）：野村貴浩
- 小野等：萬雅之

ほか　

## スタッフ
- 原作：有田芳生『私の家は山の向こう〜テレサ・テン十年目の真実』 2005年 ISBN 4163668403 （文春文庫版：2007年 ISBN 4167438038）
- 企画協力：文藝春秋
- 脚本：龍居由佳里
- 演出：高橋伸之
- チーフプロデューサー：五十嵐文郎
- プロデューサー：川島保男、岡本俊次
- 音楽：三木たかし、若草恵、澤口和彦
- 技術協力：ビデオフォーカス
- 美術協力：舞クリエーション
- ロケ協力：キャセイ・パシフィック航空、台北駐日経済文化代表処、台湾観光協会、香港政府観光局、千葉県フィルムコミッション、順天堂浦安病院、リーガロイヤルホテル、津田塾会ほか
- 協力：財団法人鄧麗君文教基金会
- 制作：テレビ朝日、国際放映

## 遅れネット局
- 山陰放送 - 2007年8月12日